# Thomas Arabo
Thomas Arabo (født 20. november 1940 i Sørvágur) er en tidligere, færøsk civilingeniør og politiker (JF).
Efter sømandsskolen i Tórshavn blev han uddannet civilingeniør i Danmark i 1973. Arabo blev teknisk direktør og senere administrerende direktør i Strandfaraskip Landsins. Han afgik som direktør i 1996. Han havde orlov for at være daglig leder for forløberen til Nordisk Atlanterhavssamarbejde (NORA) 1981–1989 og minister 1991–1994. Arabo var bestyrelsesformand i Smyril Line 1986–1991. Han har undervist ved  fiskeriskolen i Vestmanna og handelshøjskolen i Tórshavn.
Arabo var valgt ind i Lagtinget fra Norðurstreymoy 1984–1988 og 1990–1994. Han var formand i Lagtingets revision 1985–1988. Han var industri- og handelsminister i Regeringen Atli Dam VI 1991–1993, og fik ansvaret for skolesager i forbindelse med en ny regeringsdannelse i 1993. Arabo var fiskeri- og industriminister i Regeringen Marita Petersen 1993–1994.
Han er gift og bosat i Oyrareingir ved Kollafjørður. En af hans sønner er Ben Arabo, som er direktør for Atlantic Petroleum og bestyrelsesformand for The Faroe Oil Industry Association (FOIB).